# Anders Rooth
Anders Rooth, född 17 november 1970, är en svensk bandyspelare som spelat i klubbar som Sandvikens AIK, Falu BS och Bollnäs GoIF. Rooths position på bandyplanen var halva. Anders Roth är 2011 tränare för Sandviken AIK:s U20-lag.

## Klubbar som spelare
19992-1994 Tranås BoIS
- 1994-1999  Sandvikens AIK
- 1999-2003  Bollnäs GoIF
- 2003-2005  Falu BS
- 2005-2007  Bollnäs GoIF

## Klubbar som tränare
- 2007-  Bollnäs GoIF